# Е Шивэнь
Е Шивэнь (кит. упр. 叶诗文, пиньинь Yè Shīwén, род. 1 марта 1996 года) — китайская пловчиха, двукратная олимпийская чемпионка 2012 года.
Е Шивэнь родилась в 1996 году в Ханчжоу провинции Чжэцзян (хотя её род происходит из Вэньчжоу). В шесть лет она начала заниматься плаванием. В 2008 году она приняла участие в своих первых соревнованиях в рамках спартакиады провинции Чжэцзян, и завоевала 1 золотую, 2 серебряные и 2 бронзовые медали. После этого она вошла в сборную провинции, а вскоре — в национальную сборную.
В 2010 году 14-летняя Е Шивэнь завоевала две золотые медали Азиатских игр, и две серебряные медали чемпионата мира по плаванию на короткой воде, а в 2011 году — золотую медаль чемпионата мира. В 2012 году 16-летняя Е Шивэнь завоевала две золотые медали Олимпийских игр. На дистанции 400 метров комплексным плаванием китаянка совершила невероятный рывок на заключительном кролевом отрезке, установив мировой рекорд и выиграв золото. Последние 50 метров Е Шивэнь преодолела быстрее олимпийского чемпиона на этой же дистанции у мужчин Райана Лохте. В связи с этим возникло предположение о том, что спортсменка использует допинг. Но выявить это не удалось. При этом Лохте в целом на дистанции показал время на 23 секунды быстрее китаянки, и на последнем 50-метровом отрезке уверенно лидировал и мог не плыть в полную силу. Все 8 финалистов мужской дистанции 400 метров комплексным плаванием показали время как минимум на 10 секунд быстрее китаянки.
На чемпионате мира 2019 года в корейском Кванджу, 22 июля, завоевала серебряную медаль на дистанции 200 метров комплексным плаванием, на финише уступила победительнице 1,07 секунды.
На Азиатских играх в Ханчжоу в сентябре 2023 года завоевала серебро на дистанции 200 метров комплексом с результатом 2:10.34, что на 2,5 сек медленнее личного рекорда и рекорда Азии, установленного на Олимпийских играх в Лондоне 11 годами ранее (2:07.57).